# Донцов, Григорий Александрович
Григорий Александрович Донцов (род. 27 июня 1986) — российский самбист, бронзовый призёр чемпионата России 2008 года, бронзовый призёр чемпионата МВД России 2010 года, мастер спорта России международного класса (2018). Старший тренер Кемеровской региональной общественной организации «Федерация самбо Кемеровской области»  по боевому самбо.

## Спортивные результаты
- Кубок России по самбо 2006 года — ;
- Чемпионат России по самбо 2008 года — ;
- Чемпионат МВД России по самбо среди МВД, ГУВД, УВД 2010 года — [2];
- Чемпионат ЦС «Динамо» по самбо 2013 года — [3];
- I этап Гран-при по самбо 2024 года — ;